# Tanjung Lalang (Payaraman)
Tanjung Lalang is een bestuurslaag in het regentschap Ogan Ilir van de provincie Zuid-Sumatra, Indonesië. Tanjung Lalang telt 2497 inwoners (volkstelling 2010).